# Gyfu
| Nombre            | Protonórdico    | Anglosajón         | Anglosajón |
| Nombre            | *Geƀō           | Gyfu               | Gar        |
| Nombre            | "regalo"        | "regalo"           | "lanza"    |
| Forma             | Futhark antiguo | Futhorc            | Futhorc    |
| Forma             |                 |                    |            |
| Unicode           | ᚷ U+16B7        | ᚷ U+16B7           | ᚸ U+16B8   |
| Transliteración   | g               | ȝ                  | g          |
| Transcripción     | g               | ȝ, g               | g          |
| Sonido AFI        | [ɣ]             | [g], [ɣ], [ʎ], [j] | [g]        |
| Puesto alfabético | 7               | 7                  | 33         |
| Ætt               | Ætt de Freyr    | Ætt de Freyr       | Ætt de ác  |

Gyfu es el nombre anglosajón de la runa del alfabeto futhorc (X) que equivale a la «g» y que en ese idioma significa "regalo" o "generosidad". La misma runa aparece en el futhark antiguo y su nombre se ha reconstruido lingüísticamente como *gebô (regalo). 
Looijenga considera que esta runa habría derivado directamente de la X latina, que en el siglo I habría tenido una pronunciación similar a la gs germánica. Por ejemplo el término gótico reihs es comparable al latín rex (en contraste con el alfabeto etrusco donde 𐌗 tenía el valor de /s/). La letra equivalente en el alfabeto gótico, 𐌲, se llama giba.

## Poema rúnico
Esta runa aparece únicamente en el poema rúnico anglosajón:
| Poema rúnico anglosajón:                                                                                  | Traducción: |
| Gyfu gumena byþ gleng and herenys, wraþu and wyrþscype and wræcna gehwam ar and ætwist, ðe byþ oþra leas. | La generosidad trae crédito y honor, lo que apoya la dignidad propia; proporciona ayuda y subsistencia para todos los hombres rotos que carecen de todo. |

## Variantes
Debido a la palatalización que se produjo en el inglés antiguo gyfu podía representar tanto al sonido /j/ como al /g/, por lo que se creó una runa adicional en el futhorc, la runa gar ( , lanza en anglosajón) para representar el sonido /g/, y que aparece registrada por primera vez en un manuscrito del siglo XI. De esta forma se separó la transcripción de los fonemas, expresando la nueva runa gar el sonido /g/ en exclusiva y ger el sonido /j/ y sus fonemas próximos.